# Xestocephalus bifasciatus
Xestocephalus bifasciatus är en insektsart som beskrevs av Paul S. Cwikla och Wolda 1986. Xestocephalus bifasciatus ingår i släktet Xestocephalus och familjen dvärgstritar. Inga underarter finns listade i Catalogue of Life.